# Hans González
Hans Osvaldo González Espinoza (Traiguén, Región de La Araucanía, Chile, 16 de enero de 1982) es un empresario y político chileno, actual alcalde de la comuna de Galvarino desde el 6 de diciembre de 2024. Anteriormente ha sido concejal de la misma comuna de la Provincia de Cautín, Región de La Araucanía en el período 2012-2021. 
| Predecesor: Marcos Hernández Rojas | Alcalde de la comuna de Galvarino Desde el 6 de diciembre de 2024 | Sucesor: En el cargo |